# Ortelius (Schiff)
Die Ortelius ist ein unter der Flagge Zyperns fahrendes Passagierschiff mit Eisklassifizierung A1 und wird für Polarschiffsreisen in die Arktis und Antarktis genutzt. Betreiber ist die niederländische Firma Oceanwide Expeditions mit Sitz in Vlissingen. Der Antrieb erfolgt über einen Sulzer-Dieselmotor vom Typ 6ZL 40/48 mit 3600 PS.

## Geschichte
Die Ortelius wurde 1989 im polnischen Gdynia als Marina Svetaeva für die Russische Akademie der Wissenschaften gebaut. Sie diente der Akademie als Arbeits- und Forschungsschiff. 2005 wurde das Schiff umgebaut und modernisiert. Seit Ende 2011 wird es als Ortelius von Oceanwide Expeditions für Polar- und Expeditionskreuzfahrten eingesetzt.

## Namensgeber
Namensgeber des Schiffes ist der flämische Geograph Abraham Ortelius (1527–1598) der mit dem Theatrum Orbis Terrarum im Jahr 1570 den ersten modernen Weltatlas veröffentlichte. Zu seiner Drucklegung was es das bis dahin teuerste Druckwerk, das je produziert wurde. 

## Technische Daten und Ausstattung
Das Schiff wird von einem Sechszylinder-Dieselmotor des Herstellers Sulzer angetrieben. Der Motor wirkt auf einen Verstellpropeller. Das Schiff erreicht damit eine Höchstgeschwindigkeit von 14,3 kn. Es ist mit Zodiac-Schlauchbooten ausgerüstet, welche das Anlanden der Passagiere auch in unzugänglichen Buchten ermöglicht.
Das Schiff verfügt über sieben Decks. Die Einrichtungen für die Passagiere befinden sich in den Decks 3 bis 6.